# Skowrończa
Skowrończa (707 m n.p.m.) – szczyt w południowo-wschodniej części Gór Kruczych, w Sudetach Środkowych.
Leży w grzbiecie, odchodzącym ku północnemu wschodowi od Widoku. Grzbiet ten skręca dalej na północny zachód. Sam szczyt jest niezbyt wybitny.
Masyw zbudowany jest ze skał wulkanicznych – porfirów (trachitów) wieku permskiego, należących do utworów zachodniego skrzydła niecki śródsudeckiej.
W całości porośnięta lasem.